# Toelatingsregelingen binnen het Koninkrijk der Nederlanden
De Landsverordening Toelating en Uitzetting (LTU) is een regeling op Curaçao en Sint Maarten voor mensen met de Nederlandse nationaliteit geboren in Europees Nederland. In de toelatingsregeling staan voorwaarden voor Europese Nederlanders om zich te mogen vestigen en/of te mogen werken op een van de eilanden.
Oorspronkelijk gold er één regeling voor de gehele voormalige Nederlandse Antillen, maar na de staatkundige hervormingen van het Koninkrijk der Nederlanden zijn die toelatingsregelingen als verouderd te beschouwen. 
Europees Nederland heeft geen toelatingsregeling voor burgers uit de andere landen van het Koninkrijk, iedereen met de Nederlandse nationaliteit wordt toegelaten.
Aruba heeft geen aparte toelatingsregeling voor burgers uit de andere landen van het Koninkrijk, zij vallen onder de algemene vreemdelingenwet die ook voor mensen zonder Nederlandse nationaliteit geldt.
Een voorstel voor een Rijkswet voor het personenverkeer werd wegens gebrek aan steun uiteindelijk niet ingediend, waarna André Bosman van de VVD van het recht van initiatief gebruik maakte door een voorstel voor een gewone Nederlandse wet in te dienen. Deze Bosman-wet werd uiteindelijk door de Tweede Kamer verworpen.

## Voorbeeld toelatingsregelingen
| Sint Maarten toelatingsregelingen | Sint Maarten toelatingsregelingen                                                                         | Sint Maarten toelatingsregelingen                                                     | Sint Maarten toelatingsregelingen               |
| Nationaliteit:                    | Nederlandse nationaliteit                                                                                 | Nederlandse nationaliteit                                                             | Andere nationaliteit                            |
| Nationaliteit:                    | Geboren in Europees Nederland of Aruba                                                                    | Geboren binnen de Nederlandse Antillen, of vóór 01-01-1986 op Aruba en diens kinderen | Andere nationaliteit                            |
| --------------------------------- | --- | ------------------------------------------------------------------------------------- | ----------------------------------------------- |
| Benodigd formulier:               | Model IV: Verklaring van Rechtswege                                                                       | Model VI: Verklaring Niet van Toepassing                                              | Model I: Verblijfsvergunning (Residency Permit) |
| Vereiste documenten:              | - Kopie geboorteakte (niet ouder dan 6 maanden) - Verklaring Omtrent Gedrag (VOG) - Kopie geldig paspoort |                                                                                       |                                                 |

## Achtergrond
In het Koninkrijk der Nederlanden geldt het recht van vrij reizen en wonen. Dit is gegarandeerd in de Nederlandse Grondwet en het Statuut voor het Koninkrijk der Nederlanden, waarin de rechten en plichten van burgers en de overheid staan. Voordat het Statuut (in 1954) tot stand kwam, stelde de Nederlandse overheid bepaalde eisen aan Nederlandse onderdanen (uit Europees Nederland) om naar de Nederlandse koloniën te trekken en moesten Nederlandse ingezetenen (plaatselijke bevolking in de koloniën) toestemming vragen aan de koloniale regering om naar Nederland te mogen reizen. In 1954 werd het verschil tussen ingezetenen en onderdanen sterk beperkt doordat alle ingezetenen uit de koloniën het Nederlands paspoort verkregen. Alle ingezetenen van de zes voormalige Nederlandse Antillen en Suriname verkregen hierdoor het Nederlandse paspoort. In 1985 verkregen alle burgers uit het Koninkrijk dezelfde status, toen de Wet op het Nederlanderschap en ingezetenschap uit 1892 definitief werd vervangen door de Rijkswet op het Nederlanderschap.

### Reden
Doordat binnen het Koninkrijk het recht van vrij reizen en vrij wonen geldt - zonder dat de overheid dit controleert - zouden zonder beperkingen tussen het Europese en Caribische deel vele Nederlanders uit het Europese deel naar de voormalige Nederlandse Antillen kunnen gaan. Omdat de Antillen zeer gewild zijn als woonplek, zou er een massale toestroom van Europese Nederlanders op de eilanden kunnen plaatsvinden, waardoor de Antillianen hun zelfbestuur zouden kunnen kwijtraken, omdat ze een minderheid zouden kunnen worden in eigen land. Zelfbestuur voor minderheden is een recht dat is vastgelegd in onder andere in verdragen van de Verenigde Naties en het Europees Verdrag voor de Rechten van de Mens, welke het Koninkrijk der Nederlanden geratificeerd heeft.
Om te voorkomen dat de Antillianen hun zelfbestuur kwijtraken, heeft de Antilliaanse regering een regeling in het leven geroepen, waarin voorwaarden worden gesteld aan Europese Nederlanders, die op een van de eilanden willen wonen. Zo moeten deze mensen in staat zijn om zichzelf te onderhouden. Als Europese Nederlanders voldoen aan alle voorwaarden staat niets hun in de weg om zich te vestigen in het Caribisch gebied.
Over het algemeen is er geen politieke wrijving over deze regeling op de eilanden; Nederland voert immers de regels zelf ook uit in Caribisch Nederland.

## Teruggetrokken voorstel Rijkswet Personenverkeer (2007–2011)
Het is nu zo dat slechts de landen Curaçao, Sint Maarten en de Nederlandse gemeenten Bonaire, Saba en Sint Eustatius een toelatingsregeling hebben en er geen toelatingseisen in Europees Nederland zijn voor Arubanen, Curaçaoënaars, Sint Maartenaren en inwoners van Caribisch Nederland.
Tot tien jaar geleden waren er nauwelijks problemen in Nederland met Antilliaanse jongeren, die voor overlast en criminaliteit zorgden. Dit is echter veranderd, want nu zijn er echter ernstige geweldsdelicten waar Antillianen bij betrokken zijn: zo'n 6 procent van de Antilliaanse gemeenschap in Nederland (op 140.000 Antillianen) is betrokken bij criminaliteit.
Om de overlast en criminaliteit van Antillianen aan te pakken, bestaat er een grote wil onder de Nederlandse politiek om deze jongeren terug te sturen naar het Caribisch gebied. Begin 2005 hebben de ministers Rita Verdonk en Alexander Pechtold de Tweede Kamer verzekerd dat er geen juridische belemmeringen zijn om Antilliaanse en Arubaanse probleemjongeren terug te sturen. Een dergelijke maatregel was volgens hen gewoon mogelijk binnen de bestaande verdragen. Toen de regering echter verder ging nadenken over het voorstel bleek niet het terugsturen van criminele jongeren het probleem was, maar de vrije grenzen binnen het Koninkrijk: de "uitgezette" jongeren kunnen het eerste vliegtuig terug nemen naar Nederland.
Het probleem bij de uitvoering van het uitzetten van Antillianen is dat er maar één Nederlandse nationaliteit bestaat. Uit de Rijkswet op het Nederlanderschap valt af te leiden dat Antillianen en Arubanen Nederlanders zijn. Antillianen en Arubanen uitsluiten van het Nederlanderschap is niet mogelijk, gezien het Nederlanderschap niet behoort aan Nederland maar aan het Koninkrijk en er op die grond dus geen onderscheid mogelijk is. 

### Oplossing
Hoe dan ook hield Minister Verdonk voet bij stuk en stelde dat het juridisch mogelijk is om Antillianen uit te sturen of anders wilde zij dit juridisch mogelijk maken. De kabinetten Balkenende II, III en IV hebben gewerkt aan een nieuwe Rijkswet, die het onderlinge personenverkeer tussen de landen van het Koninkrijk moet regelen, maar het conceptvoorstel voor deze Rijkswet voor het Personenverkeer is door het Kabinet-Rutte I van tafel geveegd. Dit kabinet van CDA en VVD, met gedoogsteun van de PVV, wilde zich beraden over een nieuw voorstel. Eind 2011 wilden de ministers van Immigratie en Koninkrijksrelaties de hoofdlijnen van de nieuwe rijkswet bekendmaken.

### Boze reacties
Op Aruba, Curaçao en Sint Maarten is furieus gereageerd op deze plannen. Ook was nog niet bekend wat de regeling zou worden ten aanzien van de Nederlandse bijzondere gemeenten Bonaire, Saba en Sint Eustatius in het Caribisch gebied, want tussen Nederlandse gemeenten geldt ook het recht van een vrij te kiezen woonplaats.
Aruba zegt geen speciale toelatingsregeling voor Europese Nederlanders te hebben. Zij geeft aan dat zij slechts een algemeen vestigingsbeleid voor vreemdelingen heeft. Aruba dreigt echter, met het doorgaan van de plannen, alsnog een speciale toelatingsregeling voor Europese Nederlanders in te stellen.
Gezien het feit dat er zeer grote weerstand bestaat bij de regeringen van Aruba, Curaçao en Sint Maarten, zullen de gevolmachtigde ministers van Aruba, Curaçao en Sint Maarten een negatief stemadvies uitbrengen aan de Eerste en Tweede Kamer, wanneer de rijkswet zou worden ingediend en in stemming zou worden gebracht. Dit betekent dat de Kamers de rijkswet niet met een gewone meerderheid van 76 zetels zou kunnen aannemen, maar dat er een 3/5e meerderheid van 91 zetels nodig zou zijn.

### Afgelasten
Op de Koninkrijksconferentie van 2011 maakte vice-premier Verhagen bekend dat de Rijksministerraad alle pogingen om een Rijkswet Personenverkeer in te voeren, terug zou trekken, omdat er geen overeenstemming tussen Nederland enerzijds en Aruba, Curaçao en Sint Maarten anderzijds bereikt kon worden.

## Wetsvoorstel-Bosman (2012 - 2016)
Nadat eerder de voorgestelde Rijkswet Personenverkeer werd teruggetrokken, vatte de VVD, een van de regeringspartijen die de Rijkswet Personenverkeer hadden afgeschoten, een jaar later het plan op om eenzijdig (d.w.z. met een Nederlandse wet in plaats van een Rijkswet) de migratie van Nederlanders binnen het Koninkrijk der Nederlanden te beperken. Het Voorstel van wet van het lid Bosman houdende regulering van de vestiging van Nederlanders van Aruba, Curaçao en Sint Maarten in Nederland (Wet regulering vestiging van Nederlanders van Aruba, Curaçao en Sint Maarten in Nederland) werd in juni 2013 bij de Tweede Kamer ingediend. De indiener is van deze wet is VVD-Kamerlid André Bosman. Naar aanleiding van het advies van de Raad van State is het wetsvoorstel gewijzigd. Zo hoeven Nederlanders uit Aruba, Curaçao en Sint Maarten niet langer aan taaleisen te voldoen. 
Het wetsvoorstel wil de vestiging van Nederlanders uit Aruba, Curaçao en Sint Maarten in Nederland regelen. De voorwaarden die het wetsvoorstel stelt, lijken op de vestigingsvoorwaarden die gelden voor EU-onderdanen. Verblijf in Nederland is vrij gedurende zes maanden voor een ieder, behoudens voor diegenen die eerder teruggeleid zijn uit Nederland. In afwijking van de termijn van drie maanden, die thans geldt voor EU-burgers, is gekozen voor een termijn van zes maanden omdat Aruba, Curaçao en Sint Maarten ook een termijn van zes maanden voor Nederlanders kennen. Een langer verblijf dan zes maanden is alleen toegestaan met een toelating tot vestiging. De vergunning wordt verleend voor de duur van vijf jaar. De vergunning wordt verleend indien iemand in zijn eigen bestaan kan voorzien, of gezinslid is van een Nederlander die aan deze eisen voldoet.
De toelating tot vestiging kan worden afgewezen indien de aanvrager:
- eerder teruggestuurd is naar Aruba, Curaçao of Sint Maarten
- een ernstige en actuele bedreiging van de openbare orde vormt
- onjuiste gegevens heeft verstrekt of gegevens heeft achtergehouden
- zijn hoofdverblijf niet of niet langer in Nederland heeft

Volgens het wetsvoorstel kan de minister van Immigratie van een mogelijke afwijzing afwijken als de minister redenen omtrent de persoonlijke gezondheid van de aanvrager, het landsbelang, de betrekkingen binnen het Koninkrijk of internationale betrekkingen belangrijker vindt.
Indien het wetsvoorstel ingevoerd wordt, kunnen alleen nog Nederlanders uit de bijzondere gemeenten Bonaire, Saba en Sint Eustatius, die niet onder het wetsvoorstel vallen, ongehinderd trans-Atlantisch verhuizen. Zoals nu al geldt voor Nederlanders uit Europees Nederland, moeten dan ook Nederlanders uit Aruba, Curaçao en Sint Maarten bij een trans-Atlantische verhuizing aan zekere voorwaarden voldoen.

### Kritiek
Er is veel kritiek op het wetsvoorstel. De Staten van Curaçao hebben het wetsvoorstel unaniem verworpen. Curaçao is vooral boos omdat in 2011 op de koninkrijksconferentie besloten is om alle voorstellen rondom personenverkeer te schrappen. Volgens Curaçao houdt Nederland zich niet aan zijn eigen afspraken als zij deze initiatiefwet invoert. Ook de parlementen van Aruba en Sint Maarten zijn tegen het wetsvoorstel.
Ook de Commissie tegen Racisme en Intolerantie (ECRI) van de Raad van Europa is tegen het wetsvoorstel. Het ECRI beschouwt het wetsvoorstel als ernstige discriminatie op grond van etniciteit.

Alle wetsvoorstellen die leiden tot een aparte behandeling van Nederlandse onderdanen op Aruba, Sint Maarten en Curaçao wat betreft hun vrijheid van verplaatsing binnen het Koninkrijk en hun recht niet uit gebieden binnen het Koninkrijk te mogen worden gezet, zouden moeten worden ingetrokken.[...] Desalniettemin benadrukt de ECRI dat de bovengenoemde bijzondere maatregelen die aan Nederlandse onderdanen uit Aruba, Sint Maarten en Curaçao worden opgelegd, neerkomen op ongelijke behandeling op grond van etniciteit. De ECRI is van mening dat de problemen van dit deel van de bevolking [...] niet zouden moeten opgelost door Nederlandse onderdanen uit een deel van het grondgebied van het Koninkrijk te verbannen.
— Commissie tegen Racisme en Intolerantie

Daarnaast denkt het Overlegorgaan Caribische Nederlanders (OaCN) dat het wetsvoorstel kansarme of criminele Caribische Nederlanders er niet van weerhoudt naar het Europese deel van het Koninkrijk te komen. Ook denkt zij dat het wetsvoorstel in strijd is met de Algemene Wet Gelijke Behandeling, de EU-rassenrichtlijn en andere Nederlandse wetgeving die vestigingseisen voor bepaalde doelgroepen verbiedt. De Commissie Meijers heeft ook kritiek.

### Verwerping
Op 28 september 2016 werd over het wetsvoorstel gedebatteerd in de Tweede Kamer. Op 4 oktober 2016 werd het wetsvoorstel door een meerderheid in de Tweede Kamer door middel van stemming verworpen.

## Toelating tot Caribisch Nederland
Toelating tot Caribisch Nederland wordt geregeld in de Wet toelating en uitzetting BES (WTU-BES), welke door de Eerste en Tweede Kamer der Staten Generaal vastgesteld en voor het laatst gewijzigd is op 30 september 2010. Deze wet werd van kracht op 10 oktober 2010.
| Categorie | Kort verblijf                                                                                       | Wonen en/of werken                                  |
| --- | --------------------------------------------------------------------------------------------------- | --------------------------------------------------- |
| Nederlanders - die op de BES-eilanden geboren zijn, - waarvan de ouders op de BES-eilanden geboren zijn en/of - die al voor 10 oktober 2009 op de BES-eilanden wonen. | Vrije toegang                                                                                       | Vrije toegang                                       |
| Overige Nederlanders (uit Europees Nederland, Aruba, Curaçao en Sint Maarten)                                                                                         | Maximaal 6 maanden (onafgebroken) per jaar                                                          | ”Verklaring toelating van rechtswege” vereist       |
| Niet-visumplichtige vreemdelingen (bijvoorbeeld EU/EER-burgers) | Maximaal 3 maanden (onafgebroken) per 6 maanden                                                     | Verblijfsvergunning vereist                         |
| Visumplichtige vreemdelingen | Visum vereist. Met het standaardvisum maximaal 90 dagen per jaar en maximaal 30 dagen onafgebroken. | MVV-BES vereist, daarna verblijfsvergunning vereist |

Voor een 'verklaring toelating van rechtswege' dient de aanvrager bewijzen te overleggen dat hij of zij beschikt over huisvesting, voldoende middelen van bestaan en een bewijs van goed gedrag over de afgelopen vijf jaar. Nederlanders die tot de eerste categorie uit de tabel behoren, kunnen eventueel een 'verklaring niet van toepassing' aanvragen, waarmee ze kunnen aantonen dat ze zich vrij in Caribisch Nederland mogen vestigen.